# Delivery health
 (juin 2020).
Si vous disposez d'ouvrages ou d'articles de référence ou si vous connaissez des sites web de qualité traitant du thème abordé ici, merci de compléter l'article en donnant les références utiles à sa vérifiabilité et en les liant à la section « Notes et références ».
Delivery health (デリバリーヘルス, deribarī herusu), également connu sous le nom de shutchō health (出張ヘルス) ou par l’abréviation « deriheru » (デリヘル), est une forme de prostitution au Japon, à partir de « centres de santé » dont la différence avec un lupanar réside dans le fait qu'il n'y a pas de locaux destinés aux rapports sexuels au sein de l'établissement. La prestation de ce dernier consiste à fournir un appel téléphonique à d'autres centres auxquels sont affiliées des prostituées qui sont ensuite dirigées vers la résidence du client ou vers des hôtels.
Ce service existe dans toutes les grandes villes du Japon. Il permet à la femme de travailler en toute sécurité et de ne pas contrevenir à la loi anti-prostitution du Japon (1er avril 1957). Officiellement, elle vient tenir compagnie (d'où le nom de « companion » que l'on donne parfois à ces prostituées). Ce sont, en fait, des call-girls de haut vol, souvent anciennes actrices de film pornographique ou ex-stewards. Elles ne se déplacent qu'en limousine aux frais du client. Lors de l'appel téléphonique, il suffit de préciser ce que l'on désire : femme jeune ou âgée, seins volumineux ou pas, mariée (hitozuma) ou pas, etc. Si le client n'est pas content de la personne qui lui a été dépêchée, il peut demander à en changer. Une variante de ces services consiste en des soaplands mobiles (koh-kyu soap) ou hotetoru (hôtel turc) où la femme vient laver le client à l'hôtel.
La call-girl se fait payer directement par son client et reverse la moitié de ses gains à la société qui lui fournit le travail, elle garde cependant la totalité des éventuels pourboires.
Cette façon de faire contourne la loi anti-prostitution japonaise dans la mesure où ce qui se passe au domicile privé ou dans la chambre d'hôtel du client relève de la vie privée.
Le développement des delivery est tellement important depuis l'apparition du téléphone cellulaire que le gouvernement a contraint les sociétés fournissant ce type de prestations à enregistrer leur commerce en avril 1999. Il y avait 2 684 sociétés distributrices au Japon en 1999 et 12 251 en 2002. Ce développement est actuellement en pleine explosion car l'investissement est faible (juste un téléphone et pas de pièce où les prostituées sont payées pendant qu'elles attendent le client).